# Chór (teatr)
Chór − w teatrze starożytnym, a czasem także późniejszym, grupa osób wypowiadających się zbiorowo w mowie lub śpiewie, często z towarzyszeniem gestów i ruchów tanecznych.
Istotny był już sam moment wejścia, procesja (parodos) chóru na orchestrę. Prawie nigdy nie działo się to w ciszy – w dostępnych nam tragediach sytuację taką spotykamy jedynie w Błagalnicach Ajschylosa. Ale było to działanie uzasadnione – tragedia rozpoczyna się tuż po wielkiej klęsce Ateńczyków, milczące wejście chóru miało więc wielką moc dramaturgiczną, w niezaprzeczalny sposób potęgowało napięcie. W pozostałych przypadkach wejściom chóru towarzyszył śpiew, inkantacja, melorecytacja. Zdarzało się, że partie tekstu przeznaczone dla chóru były na tyle długie, że musiał on kilkukrotnie okrążać orchestrę, nim zajął przynależne mu miejsce (stasis). Czasem chór wkraczając, prowadził dialog z aktorem.
W występie antycznego chóru łączyły się ze sobą trzy elementy – muzyka, taniec i śpiew, ich obecność była więc raczej słuchowiskiem niż widowiskiem. Zespolenie to nazwane zostało przez Tadeusza Zielińskiego „trójjedyną choreją”.
Starożytni Grecy odczuwali muzykę zupełnie inaczej niż my współcześnie. Wierzyli w boskie pochodzenie tańca i chórów, przy ich wykorzystaniu odprawiane były wszelkie rytuały; muzyką i tańcem wyrażano radość i smutek. Wykazano, że starożytna greka była językiem wyjątkowo muzycznym, niepodobnym do współczesnego. Należy dodać, że Grecy traktowali sztukę teatru jako poezję, a ton głosu właściwy dla jej wymawiania był umieszczony pomiędzy śpiewem i mową. Ważna w organizacji pracy chóru była więc rytmika, melodyczność, muzyczność działań. Bardzo często dostosowywano metrum tekstu do atmosfery działań i do napięcia.
Najprawdopodobniej zarówno parodos, jak i stasimę, chór wykonywał unisono, tzn. jednogłosowo. Nie zdarzało się też, by choreuci dzieleni byli na pojedynczych solistów. Częstym zabiegiem był natomiast podział chóru na dwie części i odrębne wykonywanie działań czy śpiewów przez każdą z nich.
Inaczej sytuacja przedstawiała się podczas dialogów chóru z bohaterami – wtedy głos najczęściej zabierał koryfeusz, tzn. przewodnik. Nieczęsto zdarzało się, by w dialogach brali udział poszczególni choreuci, aczkolwiek nie było to wykluczone.
Choreuci potrafili posługiwać się szerokim wachlarzem gestów i postaw − dobry tancerz nie miał trudności, by swoim ciałem wskazać, o jakiej postaci jest mowa, czy też jakie zdarzenia właśnie się rozgrywają. Ich taniec był tańcem mimetycznym, wszystkie wykonywane gesty były widzom znane i potrafili je bez trudu zinterpretować.
Kwestia funkcji chóru w widowisku i tragedii greckiej jest wciąż dyskutowana. Arystoteles polecał traktować go jako jednego z aktorów. Inną interpretacją chóru było utożsamienie jego głosu z odautorskim „ja”; kolejną, często powtarzaną, jest widzenie w osobie chóru „idealnego widza”, głosu polis. Niektórzy badacze (m.in. Peter Arnott) funkcję chóru upatrują jako spełnianie roli pośrednika: „chór uniwersalizuje opowieść oraz ukazuje związek pomiędzy tragiczną akcją a sytuacją publiczności. (...) Chór przenosi niejako oddziaływanie tragedii na szerszą publiczność, jak fale zataczające coraz większe kręgi wokół rzuconego w wodę kamienia.”
Pewne jest, że chór był zawsze obecny i odgrywał niebagatelną rolę. Rozwijał możliwości narracji, otwierał dramat na różne idee, potęgował napięcie bądź przeciwnie – uspokajał. Przede wszystkim jednak sprawiał, że tragedia nabierała charakteru ponadindywidualnego, akcentował wspólnotowość i pewną uniwersalność działań. Zawsze też charakteryzował się względną bezradnością i brakiem wpływu na przebieg zdarzeń. Aktywną rolę odgrywał jedynie u Ajschylosa, a i tu tylko w dwóch z zachowanych tragedii.
Ciekawą kwestią jest pytanie o obecność rytuału w działaniach chóru. Tym, co zachowało się z rytuału jest szczególna powtarzalność, zarówno na płaszczyźnie melodycznej, jak i ruchowej i werbalnej; cheironomia połączona rytmicznie z ruchem całego ciała oraz łączenie różnych znaczeń w ramach tego samego przekazu. Śpiewane przez chór pieśni mają metrum i rytmikę rytuału; często działania choreutów są wzorowane na dawniejszych obrzędach. Należy jednak zaznaczyć, że chór nie odprawia rytuału, ale jedynie go odgrywa. Rytuał jest przez chór grany, jest fikcyjny i właśnie to odejście od rytuału sprawia, że przedstawienia greckiej tragedii nazywać można teatrem.